# Rennrodel-Weltmeisterschaften 1985
Die Rennrodel-Weltmeisterschaften 1985 fanden vom 25. bis 27. Januar 1985 in Oberhof in der Deutschen Demokratischen Republik statt.

## Einsitzer der Frauen
| Platz | Land | Sportlerin         | Endzeit  | Laufzeiten                        |
| ----- | ---- | ------------------ | -------- | --------------------------------- |
| 1     | GDR  | Steffi Martin      | 2:49,807 | 42,716 / 42,597 / 42,497 / 41,997 |
| 2     | GDR  | Cerstin Schmidt    | 2:50,129 | 42,650 / 42,827 / 42,672 / 41,980 |
| 3     | GDR  | Birgit Weise       | 2:50,426 | 42,827 / 42,711 / 42,767 / 42,121 |
| 4     | GDR  | Ute Oberhoffner    | 2:50,526 |                                   |
| 5     | URS  | Irina Kussakina    | 2:51,457 |                                   |
| 6     | URS  | Natalja Lissiza    | 2:51,875 |                                   |
| 7     | ITA  | Maria-Luise Rainer | 2:52,099 |                                   |
| 8     | FRG  | Andrea Hatle       | 2:52,408 |                                   |
| 9     | AUT  | Annefried Göllner  | 2:53,669 |                                   |
| 10    | TCH  | Mária Jasenčáková  | 2:53,801 |                                   |

Weitere Reihenfolge
| Platz | Sportlerin          | Land |
| ----- | ------------------- | ---- |
| 11    | Livia Gheorghiță    | ROU  |
| 12    | Ingrīda Amantova    | SUN  |
| 13    | Cammy Myler         | USA  |
| 14    | Teresa Kruczek      | POL  |
| 15    | Gabriela Haja       | ROU  |
| 16    | Marie-Claude Doyon  | CAN  |
| 17    | Agnes Aanonsen      | NOR  |
| 18    | Maria Olofsson      | SWE  |
| 19    | Käthi Schenkel      | CHE  |
| 20    | Darcy Evans         | USA  |
| 21    | Erica Terwillegar   | USA  |
| DNF   | Lucyna Kabat        | POL  |
| DNF   | Nadeschda Schmitowa | SUN  |
| DNF   | Bonny Warner        | USA  |

## Einsitzer der Männer
| Platz | Land | Sportler            | Endzeit  | Laufzeiten                        |
| ----- | ---- | ------------------- | -------- | --------------------------------- |
| 1     | GDR  | Michael Walter      | 3:02,959 | 46,183 / 45,673 / 45,673 / 45,351 |
| 2     | GDR  | Jörg Hoffmann       | 3:03,564 | 46,344 / 45,872 / 45,862 / 45,486 |
| 3     | GDR  | Jens Müller         | 3:03,570 | 46,457 / 45,947 / 45,706 / 45,460 |
| 4     | URS  | Sergei Danilin      | 3:03,996 |                                   |
| 5     | ITA  | Norbert Huber       | 3:04,014 |                                   |
| 6     | GDR  | Wilfried Vogel      | 3:04,370 |                                   |
| 7     | AUT  | Markus Prock        | 3:04,630 |                                   |
| 8     | URS  | Juri Chartschenko   | 3:04,842 |                                   |
| 9     | AUT  | Gerhard Sandbichler | 3:05,217 |                                   |
| 10    | FRG  | Johannes Schettel   | 3:05,270 |                                   |

Weitere Reihenfolge
| Platz | Sportler               | Land |
| ----- | ---------------------- | ---- |
| 11    | Georg Hackl            | FRG  |
| 12    | Juri Sisitsch          | SUN  |
| 13    | Thomas Rzeznizok       | FRG  |
| 14    | Otto Mayregger         | AUT  |
| 15    | Petr Urban             | CSK  |
| 16    | Bernhard Kammerer      | ITA  |
| 17    | Klaus Rosenberger      | FRG  |
| 18    | František Bím          | CSK  |
| 19    | Paul Messner           | ITA  |
| 20    | Petr Foerster          | CSK  |
| 21    | Kazuhiko Takamatsu     | JPN  |
| 22    | Jiri Kraus             | CSK  |
| 23    | Timothy Nardiello      | USA  |
| 24    | Anders Näsström        | SWE  |
| 25    | Duncan Kennedy         | USA  |
| 26    | Artur Siwicki          | POL  |
| 27    | Dušan Dragojević       | YUG  |
| 28    | Andrzej Połuczanin     | POL  |
| 29    | Toru Ito               | JPN  |
| 30    | Suad Karajica          | YUG  |
| 31    | Mikinori Fukuda        | JPN  |
| 32    | Anders Paul-Nielsen    | NOR  |
| 33    | George Rhein           | USA  |
| 34    | Misad Prijaca          | YUG  |
| 35    | Kenneth Holm           | SWE  |
| 36    | Bart Carpentier Alting | NLD  |
| 37    | Frank Masley           | USA  |
| DNF   | Takashi Takagi         | JPN  |
| DNF   | Hans-Jörg Raffl        | ITA  |
| DNF   | Wolfgang Schädler      | LIE  |
| DSQ   | Waleri Dudin           | SUN  |

## Doppelsitzer der Männer
| Platz | Land | Sportler                             | Endzeit  | Laufzeiten      |
| ----- | ---- | ------------------------------------ | -------- | --------------- |
| 1     | GDR  | Jörg Hoffmann Jochen Pietzsch        | 1:23,841 | 41,907 / 41,934 |
| 2     | GDR  | René Keller Lutz Kühnlenz            | 1:24,132 | 41,970 / 42,162 |
| 3     | URS  | Witali Melnik Dmitri Alexejew        | 1:24,609 | 42,334 / 42,275 |
| 4     | ITA  | Hansjörg Raffl Norbert Huber         | 1:24,816 |                 |
| 5     | ITA  | Helmut Brunner Walter Brunner        | 1:25,080 |                 |
| 6     | URS  | Jewgeni Beloussow Alexander Beljakow | 1:25,112 |                 |
| 7     | AUT  | Georg Fluckinger Franz Wilhelmer     | 1:25,114 |                 |
| 8     | TCH  | Petr Foerster Martin Foerster        | 1:24,372 |                 |
| 9     | FRG  | Thomas Schwab Wolfgang Staudinger    | 1:25,534 |                 |
| 10    | FRG  | Stefan Ilsanker Georg Hackl          | 1:26,166 |                 |

Weitere Reihenfolge
| Platz | Sportler                            | Land |
| ----- | ----------------------------------- | ---- |
| 11    | Franz Lechleitner, Klaus Gerber     | AUT  |
| 12    | Artur Siwicki, Andrzej Połuczanin   | POL  |
| 13    | František Bím, Jiří Kraus           | CSK  |
| 14    | Ioan Apostol, Laurenţiu Bălănoiu    | ROU  |
| 15    | Virgil Comsa, Alexander Comsa       | ROU  |
| 16    | Kazuhiko Takamatsu, Mikinori Fukuda | JPN  |
| 17    | George Rhein, Rich Kolko            | USA  |

## Medaillenspiegel
| Platz | Land                            | Gold | Silber | Bronze | Gesamt |
| ----- | ------------------------------- | ---- | ------ | ------ | ------ |
| 1     | Deutsche Demokratische Republik | 3    | 3      | 2      | 8      |
| 2     | Sowjetunion                     | 0    | 0      | 1      | 1      |